# Iridologija
Iridologija (grč. Iris - cvijet i logos - riječ, govor) je pseudoznanstvena metoda utvrđivanja zdravstvenog stanja pacijenta na temelju boje, linija i mrlja u šarenici (iris) oka.

## Povijest
Iako neki izvori neargumentirano trvde da je ova metoda poznata od davnina, te da je korištena u staroj Grčkoj ili tradicionalnoj kineskoj medicini, prvi precizni opis metode, bez spominjanja imena iridologija, nađen je u knjizi Chiromatica Medica, 1665. autora Philipusa Meyeusa.
Dr Ignatz von Peczely, mađarski liječnik prvi je upotrijebio naziv iridologija (augendiagnostik, eyediagnosis). Po legendi, demantiranoj od njegovog nećaka, ideju je dobio u djetinjstvu promatrajući oči jastreba kojem je slomljena kandža ostavila traga u šarenici.
U Njemačkoj metodu je razvio Pastor Felke u knjizi Naturheilkunde početkom 1900. koji je iridologiju upotrebljavao u sklopu tretiranja specifičnih bolesti. Iako je bio osporavan, osnovao je Institut, u Heimshiemu kao vodeći njemački centar.
Dr Bernard Jensen, američki kiropraktičar, iridologiju je proširio u SAD 1950. On ju je ugradio u vlastiti način liječenja koji je podrazumijevao pravilnu prehranu. Prakticirao ju je u suradnji s P. Johannes Thielom, Eduardom Lahnom (Edward Lane) i J. Haskell Kritzerom. Održavao je tečajeve iridologije i objavljivao medicinski magazin.

## Principi
Po znanstveno neutemeljenom vjerovanju koje proizlazi iz nedostatka činjenica i dokaza, šarenica oka dijeli se na 12 sati i sedam koncentričnih krugova sa središtem u zjenici. Šarenica desnog oka odražava zdravstveno stanje desne strane tijela, a šarenica lijevog oka pak lijevoga, dok se "parni" organi mogu naći u jednoj ili drugoj šarenici. Iznimka je srce koje se po pravilu pojavljuje u obje šarenice. Ti "krugovi" vidljivi su samo kad postoji neka anomalija u organima na koje se odnose, polazeći od broja jedan (krug najbliži zjenici) do broja sedam. Ti se krugovi odnose na srce, crijeva, bubrege, pluća, mozak i kožu.
Anomalije u nekim slučajevima izgledaju kao mrlje, a ponekad kao kratki "štapići" ili razni nepravilni oblici. Kao znak bolesti može poslužiti i promjena boje šarenice na određenome mjestu. Drugi znaci, koje ne treba uspoređivati s krugovima, su tzv. srčani prstenovi koji ukazuju na neku srčanu bolest samu ili udruženu s drugim poremećajima. 
Znak koji predstavlja prvi poziv na uzbunu jest jedna ili više crvenih točaka na svijetloj podlozi, koja ima neki geometrijski oblik (trokut, kvadrat, romb, itd.) - to je znak tumora. Znak se obično pojavljuje nekoliko mjeseci prije bolesti. Zjenica moze biti proširena (psihički poremećaji) ili pak sužena (problemi kralježnice, meningitis) ili nejednaka (neurastenija, paraliza). Zjenica koja je okomita - ovalna, upozorava na sklonost apopleksiji (nagli prestanak rada nekog vitalnog organa), a ako je vodoravna - ovalna, rijec je o bolestima očne jabučice, hipofize, štitne žlijezde. Ako je izvan centra, upozorava nas o plućnim ili želučanim bolestima.
Iridolozi se pri dijagnosticiranju služe posebnim kartama koje su podijeljene i u 100 segmenata. Metoda je usložnjena tako da se umjesto povećala danas koriste kamere, a analiza se obavlja uz pomoć računala.

## Kritike
Iako iridolozi tvrde da se analizom izgleda šarenica njome može odrediti zdravstveni status pojedinog organa, iridologija nije utemeljena u činjenicama, za njenu djelotvornost ne postoje znanstveni dokazi, te negira neke medicinske činjenice[]. Zato je iridologija pseudoznanost, a njeno korištenje u zdravstvene svrhe može se svrstati u šarlatanstvo.

## Znanstveno istraživanje iridologije
Strogo kontrolirana znanstvena procjena iridologije je pokazala posve negativne rezultate, a svi rigorozni dvostruko slijepi testovi nisu pronašli niti jedan statistički važan podatak koji bi potvrdio njenu valjanost.
U studiji koju je objavio the Journal of the American Medical Association tri iridologa netočno identificiraju bolest bubrega na fotografiji šarenice i često se ne slažu jedan s drugim. Istraživači su zaključili: irigologija nije ni selektivna ni specifična, i vjerojatnost točne dijagnoze statistički nije bolja od slučajnosti." 
Drugu studiju je objavio the British Medical Journal u kojoj je odabrano 39 pacijenata kojima je sutradan trebalo odstraniti žučni mjehur, zbog žučnih kamenaca. Također je odabrana kontrolna skupina ljudi sa zdravom žuči. Skupina od 5 iridologa ispitala je slike šarenica obiju grupa. Iridolozi nisu mogli utvrditi koji pacijenti imaju bolesnu žuč, a koji ne. Npr. jedan iridolog je dijagnosticirao da 49%  pacijenata s kamencima ima kamenac, a 51% njih da ga nema. Dr Knipschild je zaključio: "... ova studija pokazuje da iridologija nije korisno dijagnostičko sredstvo." Iridolozi su se branili i napali metodologiju studije.  
Edzard Ernst je 2000. postavio pitanje: "Funkcionira li iridologija?(...) 77 publikacija na temu iridologije je bilo rezultat ovog pitanja. (...) Sve nekontrolirane studije i nekoliko eksperimenata koji nisu bili dvostruko slijepi sugeriraju da je iridologija valjano dijagnostičko sredstvo. Rasprava koja slijedi odnosi se na 4 kontrolirane, dvostruko slijepe evaluacije dijagnostičke valjanosti iridologije. (...) Zaključno, objavljeno je vrlo malo kontroliranih studija o dijagnostičkoj valjanosti iridologije sa slijepom evaluacijom. Niti jedna nije potvrdila nikakvu korist iridologije."